# Domingo Liotta
Domingo Santo Liotta (Diamante, 29 de noviembre de 1924-Buenos Aires, 31 de agosto de 2022) fue un médico cardiocirujano y político argentino. Su labor en el uso clínico del corazón artificial fue reconocida internacionalmente. Fue Secretario de Salud durante el tercer gobierno de Juan Domingo Perón, cuando creó el Sistema Nacional Integrado de Salud (SNIS), y también fue secretario de Ciencia y Tecnología durante el gobierno de Carlos Menem.

## Biografía

### Primeros años
Nació en Diamante (provincia de Entre Ríos) en 1924. Hijo de inmigrantes italianos, cursó sus estudios primarios en la Escuela Independencia de su ciudad natal, y los secundarios en el histórico Colegio del Uruguay, de Concepción del Uruguay (provincia de Entre Ríos).

### Carrera médica
En 1943 empezó a estudiar medicina en la Universidad Nacional de Córdoba, y obtuvo su graduación en 1949. En 1953, obtuvo su doctorado en Medicina y Cirugía. En 1955, desarrolló en Córdoba una técnica de diagnóstico precoz del tumor de páncreas y de la ampolla de Vater.
Enviado por su mentor y maestro en cirugía general Pablo Mirizzi continuó su carrera médica en la Universidad de Lyon, en Lyon (Francia). Fue cirujano general en el servicio Pierre Mallet-Guy, y cirujano torácico y cardiocirujano en el servicio Paul Santy y Pierre Marion. Después se entrenó en cirugía torácica y cardíaca con los profesores Paul Santy y Pierre Marion en Lyon. Escribió un libro sobre el diagnóstico de los tumores de páncreas: La duodenografia hipotonica, Cirugía Lionesa, 1955.
En 1958, de vuelta en Argentina, comenzó en Córdoba sus primeros trabajos sobre el corazón artificial inspirado en un artículo científico que se publicó en 1937 por el científico soviético, Vladimir Petrovich Demikhov.
Desarrolló un prototipo exitoso, que utilizó en pequeños animales.

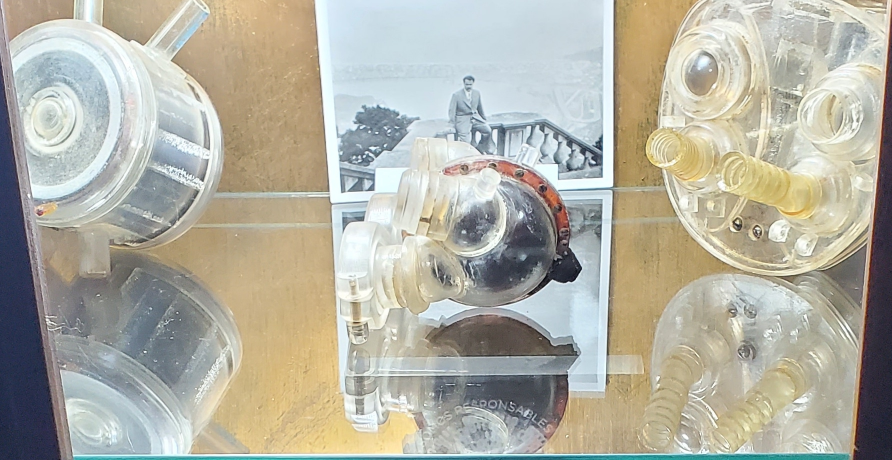
Modelo experimentacion animal circa 1955-1958 Córdoba, Argentina

Luego de la publicación de los resultados de sus estudios, en 1961 fue contratado por el Escuela de Medicina de Baylor (en Houston) como director del programa del Corazón Artificial del doctor Michael E. DeBakey.
En diciembre de 1961 logró la primera concepción de la circulación asistida mecánica prolongada en el tratamiento del shock cardiogénico poscardiotomía.
En 1963 utilizó junto a E. Stanley Crawford el primer «ventrículo izquierdo artificial intratorácico» (LVAD) en un paciente con shock cardiogénico poscardiotomía en el Hospital Metodista de Houston. El prototipo original se exhibe en el Instituto Smithsoniano de Washington. Tres años después fue el responsable del primer uso clínico exitoso del LVAD en una posición paracorporal (por fuera del paciente) en el shock cardiogénico poscardiotomía, en el Hospital Metodista de Houston.
El 4 de abril de 1969 fue el responsable del primer uso clínico de un corazón artificial total, reemplazando al corazón natural (ortotópico), como puente para un trasplante de corazón en el Texas Heart Institute, en Houston.

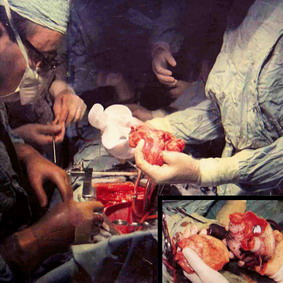
Reemplazo total del corazón con un corazón artificial.

Fue miembro de numerosas sociedades médicas de diversas partes del mundo, propietario de doce patentes de invención en Argentina, Estados Unidos y Francia. Fue el autor de cientos de publicaciones y libros científicos, también es autor de más de cien libros de humanismo médico en idiomas inglés y español. En 1980, la Editorial Intermedica publicó el libro Técnicas en Cirugía Cardiaca editado por Domingo Liotta y con coautores de prestigio tales como René Favaloro, Luis de la Fuente, Carlos Bertolasi, Raúl Olivieri, que reunió la experiencia médica del equipo del Sanatorio Güemes y del Hospital Italiano, ambos centros médicos de vanguardia en Buenos Aires.

### Secretario de Salud Pública de la Nación (1973)
En 1973  Juan Domingo Perón lo nombró secretario de Estado de Salud Pública. Fue el autor de la Ley 20 748, que creó un «Sistema Nacional de Salud Pública». Como Secretario de Salud, visitó China e Israel, donde firmó acuerdos históricos con el premier Chou En-lai y con el presidente Ephraim Katzir, respectivamente.

### Secretario de Ciencia y Tecnología (1994-1996)
En 1994 fue nombrado al frente de la Secretaría de Ciencia y Técnica durante la presidencia de Menem. Durante su gestión se construyó el centro de investigación de Diamante y se planificó el de Anillaco. Durante este período también actuó como interventor en el Conicet.

## Premios y reconocimientos
- 1962 (mayo): prolongada circulación asistida durante y después de la cirugía cardiaca y aórtica. Prolongado de derivación parcial del ventrículo izquierdo a través de la circulación intracorpórea. Fue seleccionado como finalista para el Premio Joven Investigators' Concurso (Denver) del Colegio Americano de Cardiología.
- 1964: Premio Anual, Sociedad de Cirugía Southwester, EE. UU. Compartido con William C. Hall y Michael E. DeBakey.
- 1968: Premio Águila de Oro, Consejo de Eventos Internacionales no teatral, EE. UU., compartido con Denton A. Cooley, Robert Bloodwell, y Grady Hallman.
- 1969: Premio al Mérito de la Asociación Médica de Estados Unidos comparte con Denton A. Cooley, MD.
- 1969: condecoración del Instituto de Cultura española, Madrid, España. Compartido con Jesús Zerbini (Brasil).
- 1970: condecoración, Gran Cruz de Alfonso El Sabio (Gran Cruz de Alfonso el Sabio), la más alta condecoración civil española. Compartido con Denton A. Cooley.
- 1971: Decoración, Orden Legión de Mérito, Gobierno de la provincia de Entre Ríos, Argentina.
- 1973: profesor de Cirugía (Honorario), Universidad Nacional de Córdoba, Argentina.
- 1973: condecoración, Asistir cardiovascular Cirujano de chinos Hospitales y Consultor del Ministerio de Salud Pública. Designado por el Consejo Nacional de Estado de la República Popular de China. El Consejo fue presidido por el primer ministro Zhou Enlai.
- 1974: condecoración, Gran Cavallieri d'Onore de Servicios Humanitarios, Roma, Italia, la más alta condecoración civil italiana.
- 1990: condecoración, Director del Centro Cardiovascular, Guangzhou, China. Profesor Honorario, Beijing Hospital Amistad de Universidad Capital de Ciencias Médicas, China.
- 1997: Premio Ciencia. Circulación Asistida para la insuficiencia cardiaca crónica, Sociedad Internacional de Órganos Artificiales (ISAO), EE. UU.
- 2005: Gran Consejo Caballero de la Soberana Orden Hospitalaria de San Juan de Jerusalén y de Rodas, Chipre, Rodas.[7][8]
- 2008: Premio "Dr. Carlos Reussi. Maestro de Los Andes", de la Asociación Médica Argentina (AMA) y Universidad de Valparaíso (UV).[9]

## Nombramientos
- 1961-62: fellow en Cirugía Cardiovascular, Jefe del Departamento de Cirugía Michael E. DeBakey, Baylor University College of Medicine, Houston.
- 1962-64: Advanced Research Fellow of the American Heart Association.
- 1963-69: codirector of the Baylor-Rice Artificial Heart Program compartido con Michael E. DeBakey y C. William Hall.
- 1964-71: Profesor asistente de Cirugía, Baylor University College of Medicine, Chairman of the Department: Dr. Michael E. DeBakey, Houston.
- 1970-71: director de Investigación en Cirugía, Texas Heart Institute, Jefe del Departamento de Cirugía Cardiovascular Denton A. Cooley, Houston, U.S.
- 1971-74: cirujano en jefe en el Hospital Público Carlos Durand, Buenos Aires, Argentina.
- 1971-90: cirujano en jefe, Servicio de Cirugía Cardiovascular, Hospital Italiano, Buenos Aires, Argentina.
- 1973-74: Secretario de Estado de Salud Pública, Argentina. Autor de la Ley 20.748, Sistema Nacional de Salud Pública.
- 1991-94: cirujano en jefe, Instituto Clínico Cardiovascular, Buenos Aires, Argentina.
- 1994-96: Secretario de Estado de Ciencia y Tecnología y Presidente del Consejo Nacional de Investigación Científica y Tecnológica (CONICET), Argentina.
- 1997-2018: decano de la Escuela de Medicina, Universidad de Morón, Argentina.
- 2013-2017: nombrado vicerrector de la Universidad de Morón, Argentina.[2]